# Charisse Sampson
Charisse Marie Sampson (Los Angeles, 1º settembre 1974) è un'ex cestista statunitense, professionista nella ABL e nella WNBA.

## Carriera
È stata selezionata dalle Seattle Storm al secondo giro del Draft WNBA 2000 (25ª scelta assoluta).